# Міжнародний аеропорт Гері/Чикаго
Міжнародний аеропорт Гері/Чикаго (IATA: GYY, ICAO: KGYY), (англ. Gary/Chicago International Airport) — об’єднаний цивільно-військовий громадський аеропорт у Гері, округ Лейк, Індіана, США. Розташований за три милі на північний захід від центру міста Гері та 25 миль (40 км) на південний схід від Чикаго-Луп. Управляється Управлінням Міжнародного аеропорту Гері/Чикаго, яке було створено міждержавним договором між Гері, Чикаго та Індіаною. Поруч розташовані автомагістралі I-90, I-80, I-94, I-65 і Chicago Skyway.